# Ортис де Сарате, Хуан
Хуа́н Орти́с де Са́рате (исп. Juan Ortiz de Zárate, 1510—1576) — испанский конкистадор с титулом аделантадо, губернатор Рио-де-ла-Платы в 1572—1576 годы.
Родился в Ордунии в 1510 году.
В юности отправился в Америку. С 1534 года участвовал в завоевании Перу, под началом Диего де Альмагро. Поддерживал Альмагро, а затем и его сына в конфликте с Франсиско Писарро. В 1546 году был вынужден искать укрытие в Чаркасе (Charcas).
Через несколько лет в Верхнем Перу он занимал важное положение.
В 1568 году Хуан Ортис де Сарате стал наместником Перу, лиценциатом Лопе Гарсией де Кастро был назначен аделантадо Рио де Ла-Платы. Желая подтвердить назначение у короля, он поручил управление Филиппу де Касересу, а сам отправился в Испанию. Возвратился в 1572 году. При этом основал колонию Сан-Габриель, вскоре остановленную из-за конфликта с индейцами.
26 января 1576 года умер, назначив наследницей дочь Хуану де Сарате, поручив заботу о ней Хуану де Гараю. На её руку было много претендентов (среди них Антоно де Менесес, Франсиско де Матьенсо и Хуан Торрес де Вера и Арагон), так как кроме наследств она также была внучкой Инки. В итоге Хуана вступила в брак с Хуаном Торрес де Вера и Арагон. Вице-король Перу, недовольный тем, что брак был заключён без его согласия, посадил в тюрьму жениха. Гарай избежал тюрьмы, так как вернулся в Асунсьон.